# Elektromagnet
Elektromagnet je vrsta magneta, pri katerem magnetno polje ustvarja pretok električnega toka. Magnetno polje izgine, ko tok preneha teči.

## Uvod
Najosnovnejša vrsta elektromagneta je navit kos žice. Tuljava (navitje) v obliki spirale, kjer se konca srečata, imenujemo toroid. Veliko močnejše magnetno polje nastane, če jedro iz paramagnetnega ali feromagnetnega materiala (navadno železa) vstavimo v tuljavo. Polje, ki ga ustvarja navitje, povzroči, da se jedro namagneti in ustvari lastno polje. To polje je lahko več sto ali tisočkrat močnejše od tistega, ki ga ustvarja navitje samo.
Magnetno polje, ki ga ustvarja tuljava iz žice sledi pravilu desne roke. Če so prsti desne roke zviti v smeri, v kateri tok teče skozi tuljavo, kaže palec smer magnetnega polja znotraj tuljave. Stran magneta, iz katere nastajajo magnetne silnice, je severni pol magneta.

## Elektromagneti in trajni magneti
Glavna prednost elektromagneta v primerjavi z trajnim magnetom je ta, da je magnetno polje moč hitro spreminjati v velikem razponu s spremembo električnega toka. Elektromagnet s feromagnetnim jedrom ima to slabost, da ob izključitvi in ponovni priključitvi magneta jedro zadrži nekaj preostalega magnetiziranja zaradi histereze. Magnetno polje lahko traja neomejeno časa. Če skozi elektromagnet teče več električnega toka, se moč magnetnega polja poveča.
Kjer je spremenljivo magnetno polje, so trajni magnetni navadno boljša izbira. Ker elektromagnet potrebuje stalen pritok električne energije, porablja električno moč. Nenazadnje, trajni magneti so lahko narejeni tako, da ustvarjajo močnejše polje kot elektromagneti podobne velikosti.

## Naprave, ki uporabljajo elektromagnete
Elektromagneti se uporabljajo v veliko situacijah, kjer je potrebno hitro ali lahko spremenljivo magnetno polje. Veliko teh uporab vsebuje odklon curkov nabitih delcev; katodna cev in masni spektrometer spadata v to kategorijo.
Druge naprave povzročajo interakcijo elektromagnetne sile s silo trajnih magnetov in ustvarjajo silo. Elektromagnetno sprožilo izkorišča dejstvo, da se pri postavitvi jedra elektromagneta proti enemu koncu tuljave pojavi sila, ki prične jedro vleči v tisto smer. Tako sprožilo se navadno uporablja pri relejih, elektromagnetnih ključavnicah in magnetnih ventilih. Hišni zvonec in podobne naprave vsebujejo premikajoče jedro, ki tolče ob zvonec.
Velik del avtomatskih varovalk uporablja magnete, v avtomobilih se uporabljajo pri elektromagnetnih zavorah in sklopkah. Elektromagneti z zelo veliko močjo se uporabljajo za dvigovanje težkih kosov kovine. Magnetni levitacijski vlaki uporabljajo močne elektromagnete za lebdenje nad tračnicami. 
Elektromagneti se uporabljajo v elektromotorjih za ustvarjanje rotacijskega magnetnega polja, ki vrti motor, ali v linearnih motorjih za ustvarjanje potujočega magnetnega polja ki poganja projektil.